# Tori-Gare
Tori-Gare è un arrondissement del Benin situato nella città di Tori-Bossito (dipartimento dell'Atlantico) con 8.540 abitanti (dato 2006).